# 安纳斯塔西奥·索摩查·加西亚
安纳斯塔西奥·索摩查·加西亚（西班牙語：Anastasio Somoza García，1896年2月1日—1956年9月29日），尼加拉瓜總統、独裁者（1937年-1947年、1950年至1956年），索摩查家族的开创者。
早年在美国费城求学，回国后从商，并不成功。1926年开始参加自由派的武装斗争，支持其妻的叔叔胡安·鲍蒂斯卡·萨卡萨，成为内战双方在美国谈判时的译员。内战平息后，曾出任莱昂省省长、驻哥斯达黎加领事、外长等职，并在美国组建的尼加拉瓜国民警卫队中任军官。
1933年，由于遭到奥古斯托·塞萨尔·桑地诺为首的游击队反抗，美国被迫从尼加拉瓜撤军。撤军之前，索摩查被任命为国民警卫队司令。1934年，索摩查刺杀桑地诺，两年以后发动政变，推翻了萨卡萨，成为国家的独裁者。
1956年，索摩查在安貢被刺杀。